# Saxifraga praetermissa
Saxifraga praetermissa är en stenbräckeväxtart som beskrevs av David Allardyce Webb. Saxifraga praetermissa ingår i Bräckesläktet som ingår i familjen stenbräckeväxter. Inga underarter finns listade i Catalogue of Life.

## Bildgalleri

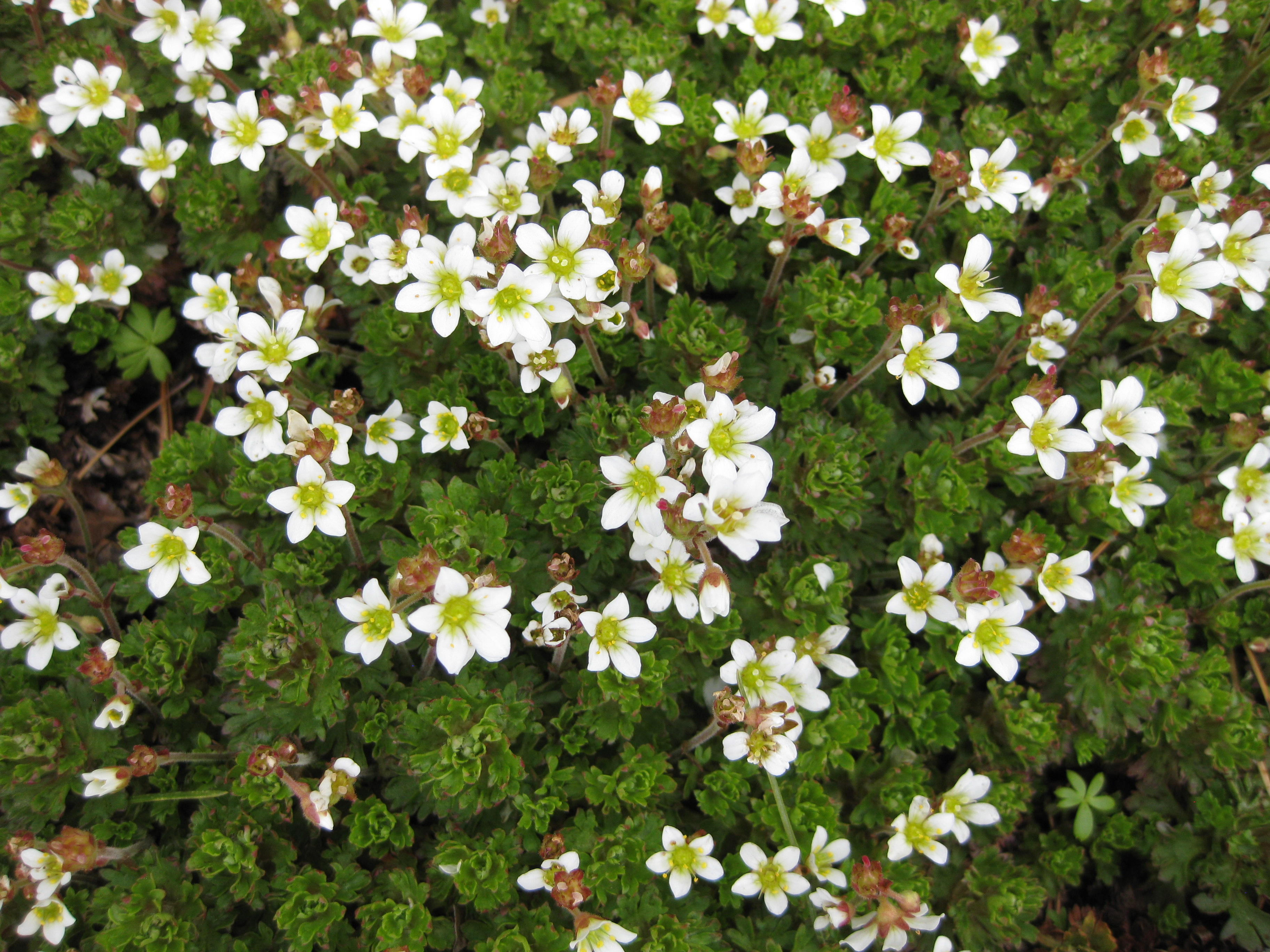
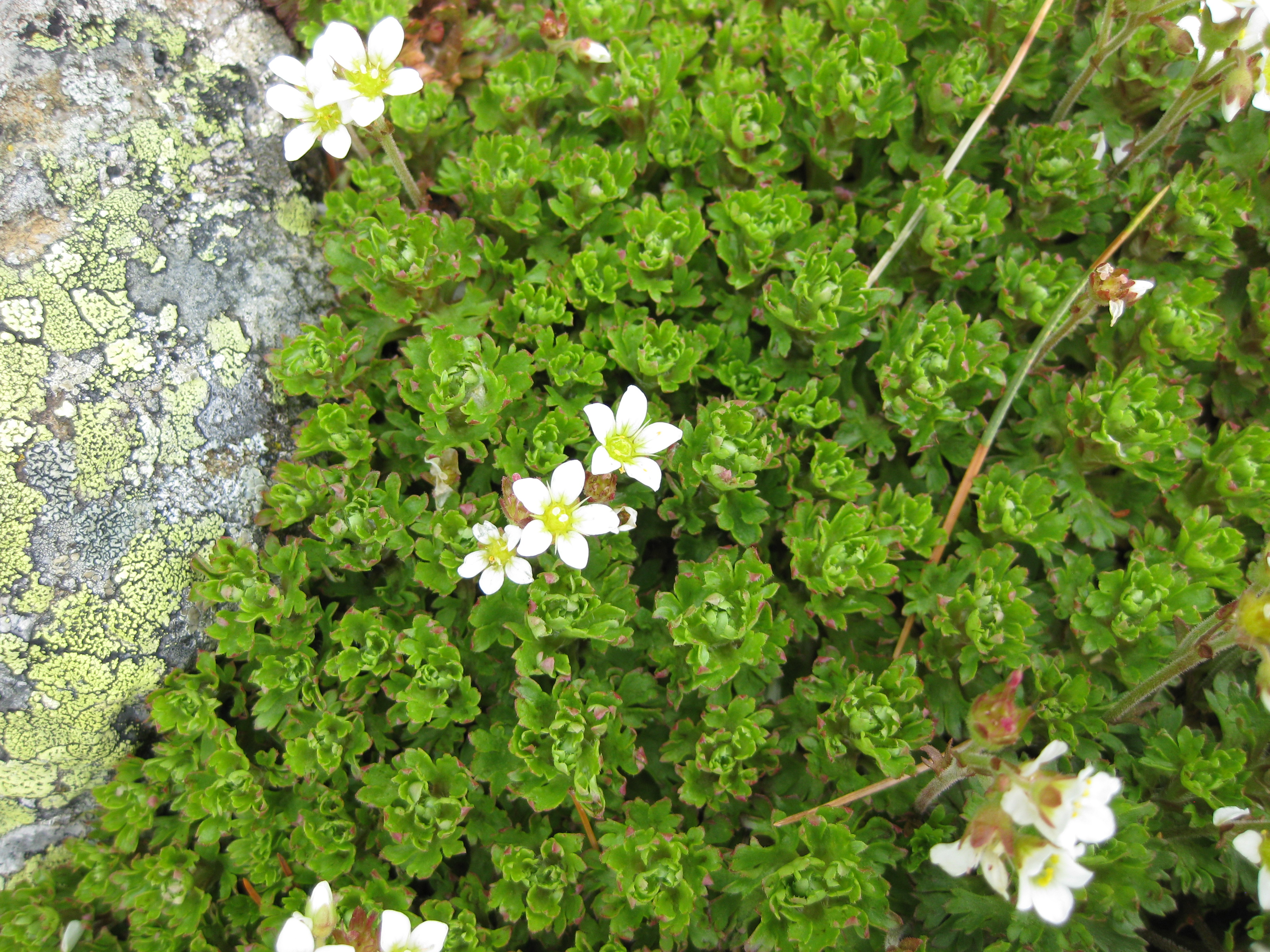
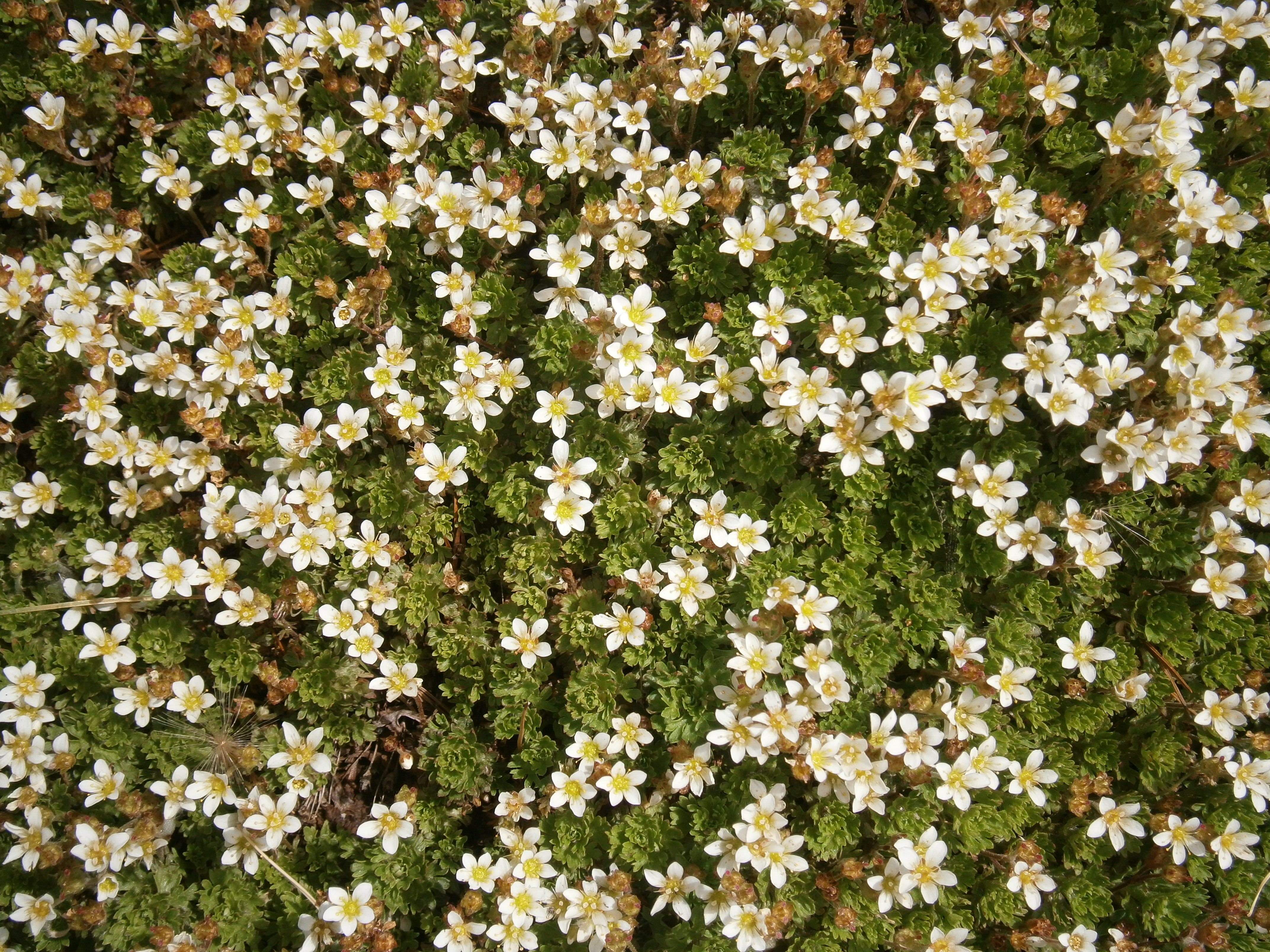